# David Jaomanoro
David Jaomanoro (ur. 30 grudnia 1953 w Anivorano Nord, zm. 7 grudnia 2014 w Mamoudzou) – malgaski pisarz, dramaturg i poeta.

## Życiorys
David Jaomanoro urodził się 30 grudnia 1953 w Anivorano Nord, w regionie Diana na Madagaskarze. Po studiach przez 10 lat był nauczycielem języka francuskiego w Diégo-Suarez, prowadził także warsztaty teatralne. Następnie uczył w Antananarywie i kontynuował studia na Université de la Réunion w mieście Saint-Denis na wyspie Reunion i literaturę na Université de Limoges.
W 1998 zamieszkał na wyspie Majotta, gdzie był aktywny kulturalnie. Był prezesem teatru tańca i dyrektorem krajowego centrum literatury młodzieżowej. Zmarł w wyniku udaru 8 grudnia 2014 w Mayotte Hospital Center (CHM).

## Twórczość
Pierwsze utwory poetyckie zaczął publikować na Madagaskarze. Pisał opowiadania, które były wydawane w różnych zbiorach. Interesował się także teatrem, prowadził warsztaty i pisał sztuki.
W 2006 opublikował swoją pierwszą książkę Pirogue sur le vide, w której zebrał wcześniej napisane opowiadania. Głównymi bohaterami uczynił zwykłych ludzi, porzuconych przez rodzinę lub społeczeństwo, stających w obliczu surowości świata, którzy często z humorem próbują zmierzyć się z losem. Jego prace były publikowane we Francji i nagradzane kilkoma nagrodami, w tym główną nagrodą RFI-ACCT w 1993. Dwa jego opowiadania i kilka jego wierszy zostało przetłumaczonych na język angielski w antologii Voices from Madagascar.
Wybrany został na Madagaskarze „Człowiekiem Roku 1997” w dziedzinie sztuki i kultury. W 2006 znalazł się wśród 40 autorów wyróżnionych na Targach Książki w Paryżu, zaproszonych na Festiwal Frankofoński we Francji.

## Wybrane dzieła
- Docteur parvenu, w Les Carnets de exotisme, 1991
- Funeral of a pig, w Collective collection, 1994
- Le petit os, w Le printemps du Valenciennois, 1994
- Joambilo, w Revue Noire, 1997
- Pirogue sur le vide, 2006
- La retraite, 2006
- Le mangeur de cactus, 2013